# Андронов, Дмитрий Григорьевич
Дмитрий Григорьевич Андронов (р. 26.01.1932) — российский военный деятель, генерал-майор (1986), начальник управления Главного управления вооружения Начальника космических средств (1987—1989), лауреат Государственной премии СССР (1981).
Родился 26.01.1932 в г. Лукоянов Нижегородской области.
Окончил 4 курса Горьковского политехнического института (1953), после чего был призван на военную службу и направлен для завершения высшего образования в Военную артиллерийскую инженерную академию им. Ф. Э. Дзержинского. После её окончания (1954) служил в военном представительстве в СКБ-567.
С 1960 г. старший инженер отдела в Третьем управлении ГУРВО. Далее служил в войсковых частях космического назначения: старший офицер, заместитель начальника, начальник отдела по системам управления, заместитель начальника управления, с 1987 г.- начальник управления Военно-космических сил (Третье управление – по наземному командно-измерительному комплексу). Генерал-майор (1986).
Руководил созданием и испытаниями многофункциональных РТК и средств автоматических систем управления космическими аппаратами (КА), участвовал в выполнении программ пилотируемых космических полетов («Союз», «Салют», «Алмаз», Л1, Н1-ЛЗ). Участвовал в запуске индийского спутника ИРС-1.
Руководил разработкой радиотехнических станций командно-измерительного комплекса: «Пост-Д», «Тайга», «Куб», «Подснежник», «Заря», «Аврора».
С 1989 в запасе, работал техническим директором внедренческой фирмы «Космос» Главкосмоса СССР (1989—1991, советником Президента индийской фирмы по использованию спутников связи (1991—1992), начальником отдела в управлении информационных системОАО "ГМК «Норильский никель» (1997—2002).
Лауреат Государственной премии СССР (1981, орбитальная станция «Мир»). Почётный радист СССР, заслуженный испытатель космической техники, заслуженный изобретатель. Награждён орденами Трудового Красного Знамени (1975), «За службу Родине в ВС СССР» 3 степени (1988) и медалями.
Жена - Ада Викторовна, дочь  Людмила и сын Григорий. 